# Лашанз
Ро́нда Ла Шанз Сапп (англ. Rhonda LaChanze Sapp), более известная как Лаша́нз (англ. LaChanze; род. 16 декабря 1961, Сент-Огастин, Флорида) — американская певица и актриса, добившаяся успеха благодаря выступлениям в бродвейских мюзиклах.
Лашанз родилась в Сент-Огастине, штат Флорида, и окончила государственный университет в Балтиморе, штат Мэриленд, прежде чем изучать театральное искусство в Филадельфии. Её дебют состоялся в бродвейском мюзикле 1986 года Uptown… It’s Hot!, а в 1991 году она получила Theatre World Award за игру в одноактном мюзикле Once on This Island. Эта же роль принесла ей первую в карьере номинацию на премию «Тони». Она также выступала во многих других постановках в последующие годы. С 1998 по 2001 год она была замужем за Кальвином Гудингом, который погиб 11 сентября 2001 года, когда Ла Чанз была беременна их вторым ребёнком. С 2005 по 2014 год была замужем за междисциплинарным художником Дереком Форджуром.
Лашанз выиграла премию «Тони» за лучшую женскую роль в мюзикле за игру Селии в мюзикле 2005 года «Цветы лиловые полей». Между работой на сцене она появилась в фильмах «Сила веры», «Консьерж» и «Прислуга», а также была гостем в сериалах «Шоу Косби» и «Закон и порядок: Специальный корпус». В 2014 году Лашанз вернулась на бродвейскую сцену в мюзикле If/Then с Идиной Мензел.